# Kakas Márton
A Kakas Márton 1894 és 1914 között Budapesten kiadott, kéthetenként megjelenő illusztrált élclap, a Budapesti Hírlap melléklete volt. A folyóirat alapítója és első szerkesztője a Sipulusz álnéven alkotó Rákosi Viktor, előzménye a három hónapja Sipulusz Lapja címen kiadott humorisztikus lap volt. Később Szöllősi Zsigmond, majd Rákosi Endre vette át a lap szerkesztését. Melléklete a Kakas Marci volt.
A Kakas Márton név eredetileg Jókai Mór írói álneve volt, amely alatt az 1860-as években a politikai közéletről írott szatirikus költeményeit és „leveleit” adta közre.

## Ismertebb munkatársai
- Radnai Béla szobrász, mint karikaturista